# Fiat 1500 (1935)
Fiat 1500 — автомобиль, выпускавшийся компанией Fiat с 1935 по 1950 год.
Впервые показан на Миланском автосалоне в 1935 году. Это была одна из первых машин, протестированная в аэродинамической трубе, вслед за Chrysler Airflow, выпущенном годом ранее фирмой Chrysler. Дизайнером автомобиля был в то время начинающий дизайнер Данте Джиакоза, которому удалось добиться прежде невиданно малого аэродинамического сопротивления легкового автомобиля. и в отличие от не пользовавшегося успехом Chrysler Airflow ему удалось показать, что такие аэродинамические машины будут неплохо продаваться.
Вторая модель, 1500B, с улучшенными тормозами была показана в 1939 году, и около года спустя появилась модель 1500C, с обновлённой передней частью.
В 1949 году появилась модель 1500E. Она немного отличалась внешне, и запасное колесо, прежде размещавшееся снаружи, было убрано внутрь кузова.